# 全氟萘烷
全氟萘烷（C10F18）是屬於氟碳化合物的一種，將氟原子取代十氫化萘中所有的氫原子即可衍生出全氟萘烷。它在化學及生物方面有惰性性質，加熱到400°C以下都具有穩定性。
全氟萘烷可做為氣體的溶劑，其特性被用在某些產品上。

## 製备
全氟萘烷的製作方法是使用福勒法，即利用氟化劑三氟化鈷對四氫化萘或十氫化萘進行氟化作用，即可製造出全氟萘烷。
多數的製程在合成出全氟萘烷後，需要進行數步驟的純化作用。

## 異構體
全氟萘烷有順式和反式異構體兩種型態，兩環之間的碳橋上所接的三級氟原子具有順反易構的特性，若在同一側上即為順式全氟萘烷，位於相反的側上即為反式全氟萘烷。
兩個異構體在化學以及生物方面都有惰性性質，且其物理性質也非常相似。 

其中最顯著的差別在於他們的熔點， 順式全氟萘烷的熔點為 -3.6°C，而反式全氟萘烷的熔點為 18°C，順式反式全氟萘烷各取一半混合在一起的熔點則為 −6.7 °C。

順-全氟萘烷
反-全氟萘烷

## 藥物應用
相較於全部的全氟碳化物，全氟萘烷在醫療應用上最受關注。而大部分的產品主要利用全氟萘烷可以溶解大量氧氣的特性。（在標準狀況之下，100 mL 的全氟萘烷可以溶解 49 mL 的氧氣）。1980年代，全氟萘烷曾是日本綠十字有限股份公司研發的全氟化學血液代用品「Fluosol」的原料。
全氟萘烷也被研究它與液體呼吸的應用。 全氟萘烷可以外用，可以供應額外的氧氣給特定部位，以加速傷口的癒合。 
充氧的全氟萘烷可以使器官或組織保存更久，「雙層法」（two-layer method）就是利用全氟萘烷以及保存移植用器官的保存液來保存胰腺移植的胰腺組織。
它是Perftoran的一種原料，一種含有全氟-N-(4-甲基环己基)哌啶以及表面活性劑 proxanol-268 的人造血液代用品。 俄羅斯研發出這個人造血並在2005年上市。

## 其他應用
因為全氟萘烷有攜帶氣體的能力，所以在細胞培養上，利用其特性來增加氧氣的傳遞。
全氟萘烷也可大幅提升活體內顯微鏡對於含有空氣的組織(如葉肉)的分辨率。
將葉子置放於全氟萘烷中會顯著地提高葉子的視覺品質， 
因此，使用全氟萘烷所處理的葉肉標本，其解析度可以比用水處理的高上一倍。
相較與水，將樣本放置於全氟萘烷中所造成的生理影響也比較小。這個化合物有時會被拿來分解鐵氟龍AF。 (鐵氟龍AF屬於聚四氟乙烯的一種產品)

## 外部連結
- Safety Data Sheet（页面存档备份，存于）